# Alloteratura longicauda
Alloteratura longicauda är en insektsart som först beskrevs av Heinrich Hugo Karny 1924.  Alloteratura longicauda ingår i släktet Alloteratura och familjen vårtbitare. Inga underarter finns listade i Catalogue of Life.